# Lüderitz
Lüderitz és una ciutat portuària de Namíbia, situada a la regió Karas, la regió més al sud del país. Té una població de 13.700 habitants i una superfície de 48.225 km², a la badia Lüderitzer Bucht entre l'oceà Atlàntic i el desert del Namib. La ciutat més propera Aus es troba a 125 km a través del desert vers el llevant.
Des de l'inici al segle xix, el port comercial va ser important. La creació del ferrocarril cap a Keetmanshoop el 1905 va desenclavar-lo. En l'actualitat serveix principalment pel transport de mercaderies. Pel seu ric patrimoni arquitectònic, es troba a la ruta europea del modernisme.

## Història

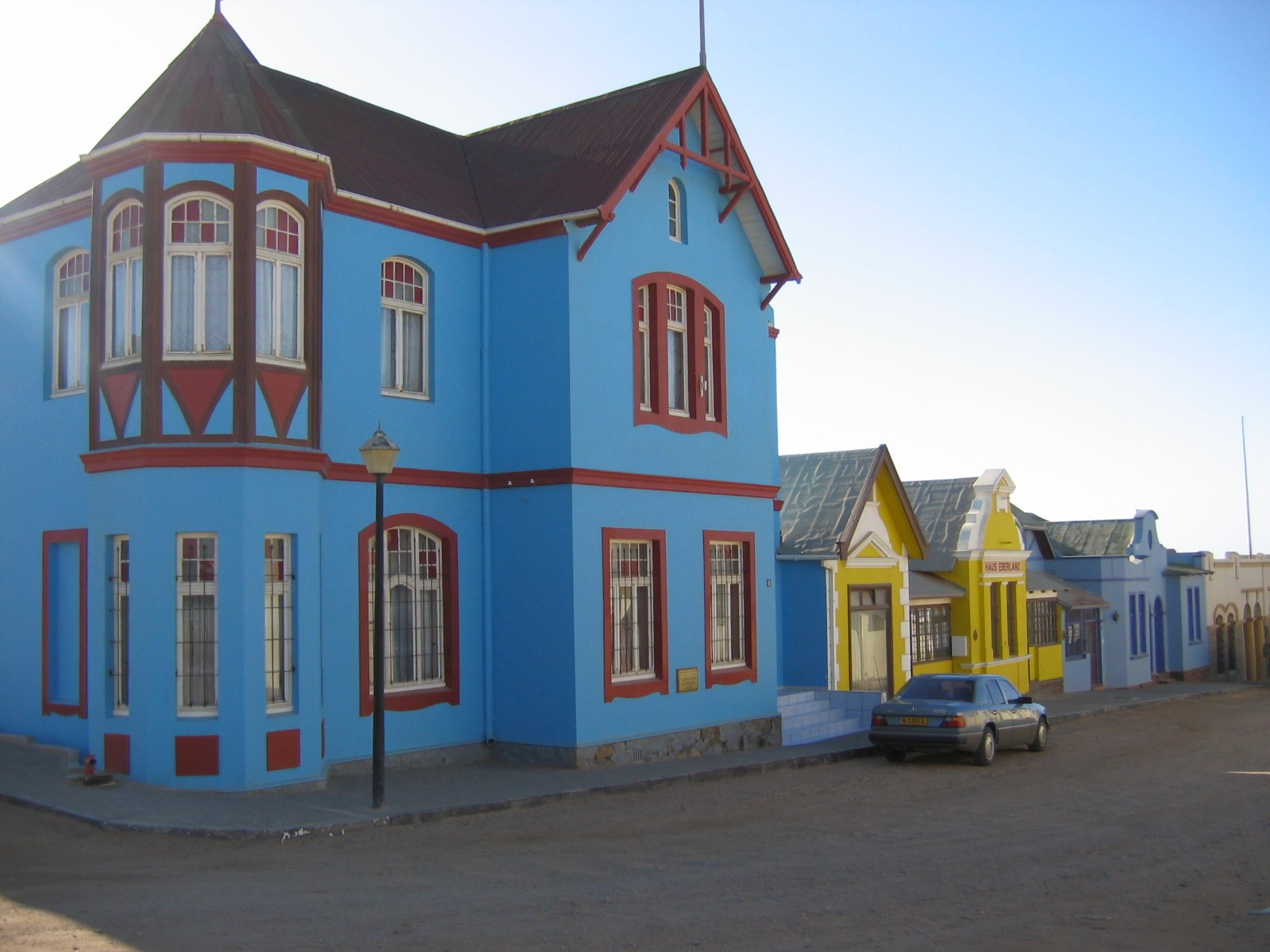
Bergstraße

Va ser fundada el 1883 per Adolf Lüderitz, després de la compra d'Angra Petita i voltants, a un cap local nama. La ciutat va començar com una factoria amb activitat en pesca i recol·lecció de guano. Va ser la ciutat principal de la Companyia Colonial de l'Àfrica del Sud-oest Alemanya.
El 1909, després del descobriment de diamants a la zona, Lüderitz va esdevenir una ciutat pròspera. En l'actualitat l'extracció de diamants és escassa, però continua atreient aventurers sense gaire èxit. El port era d'aigües poc profundes, inutilitzable per a les naus modernes. Això va fer que Walvis Bay es convertís en el centre industrial marítim de Namíbia. Recentment, però, la construcció d'un moll nou ha permès que vaixells de pesca amb calat superior atraquin a Lüderitz.
L'agost de 2013 el president de Namíbia, Hifikepunye Pohamba va voler canviar el nom de la ciutat en Naminüs, en un tempteig d'eliminar relictes del temps colonial del segle xix. Tot i que la majoria de la població és d'origen africà, aquest decret va desencadenar una ona de protesta. Es prepara una manifestació i una petitició adreçada al govern a Windhoek. La situació isolada de la petita ciutat, lluny de tot, va contribuir a crear un sentit d'identitat molt particular. Els Lüderitzencs tenen als topònims alemanys amb l'argument que abans l'arribada d'Aoldf Lüderitz el 1883, no hi havia res que desert i cap topònim anterior.

## Economia
L'activitat pesquera és la principal font d'ingressos. És important la pesca de llagosta i lluç. La major part de les captures es destinen a l'exportació, de les quals Espanya és un dels principals compradores. L'empresa Novanam, filial del grup espanyol Pescanova hi compta amb plantes processament d'una capacitat de 100 tones per dia i 19 embarcacions, i 1950 treballadors a Lüderitz. L'Organització de les Nacions Unides per a l'Agricultura i l'Alimentació (FAO) va realitzar un projecte de pesca sostenible per a repara els danys de la sobrepesca dels anys 1980. Però dades més recents (2011) indiquen que el risce de sobrepescada encara no és eliminat i certs responsables del règim jova semblen sensibles a la corrupció i donen mans lliures a les companyies espanyoles.
La ciutat compta amb edificis colorits de l'època colonial alemanya, incloent alguns treballs de l'Art Nouveau.. Moltes cases van ser restaurades a l'ocasió de la celebració del centenari de la a ciutat també el 1983 en un intent d'atreure turistes. És un dels llocs més meridionals a la ruta europea del modernisme. A la mateixa època va crear-se una zona al marge del mar per a botigues i oficines. El turisme s'aferma més com la segona font d'ingressos després de la pesca.
Als afores de Lüderitz jeu el poble fantasma de Kolmanskop. Aquest poble bulliciós a l'auge de l'explotació dels diamants està ara abandonat i en constant lluita per no ser enterrat sota les movedisses dunes del desert del Namib.

## Monuments i llocs d'interès
- El museu a l'antiga estació del ferrocarril
- L'església del roc Felsenkirche en neogòtic alemany (1908)
- Les cases en estil modernista costaner de l'Alemanya del nord entre les quals es destaquen entre moltes altres:[3]
  - La Casa Goerke (1909)
  - La Casa Kreplin (1910)
  - El Saló Kapps (1910)
  - El far a l'illa Haifischinsel

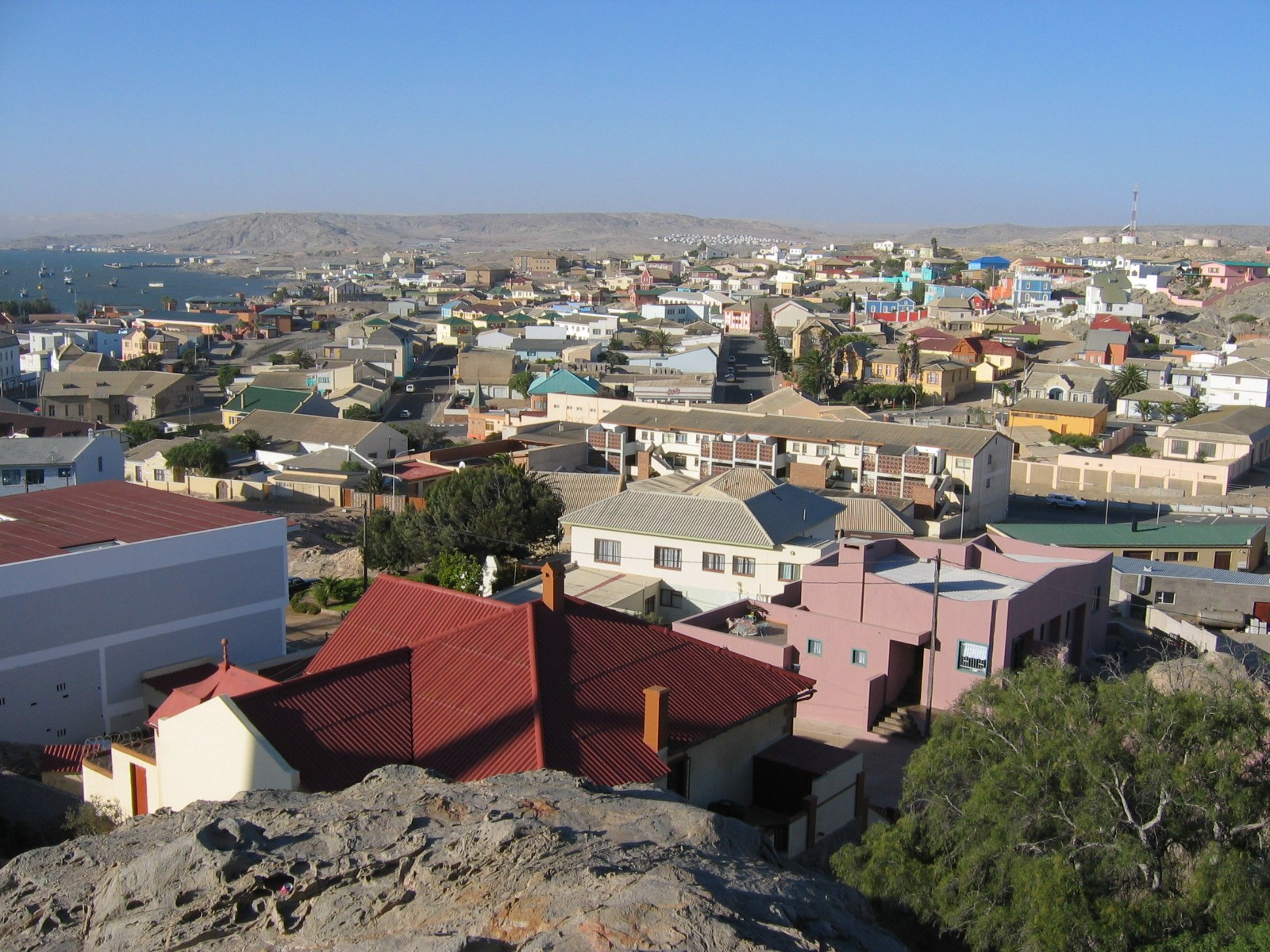
Panorama de Lüderitz
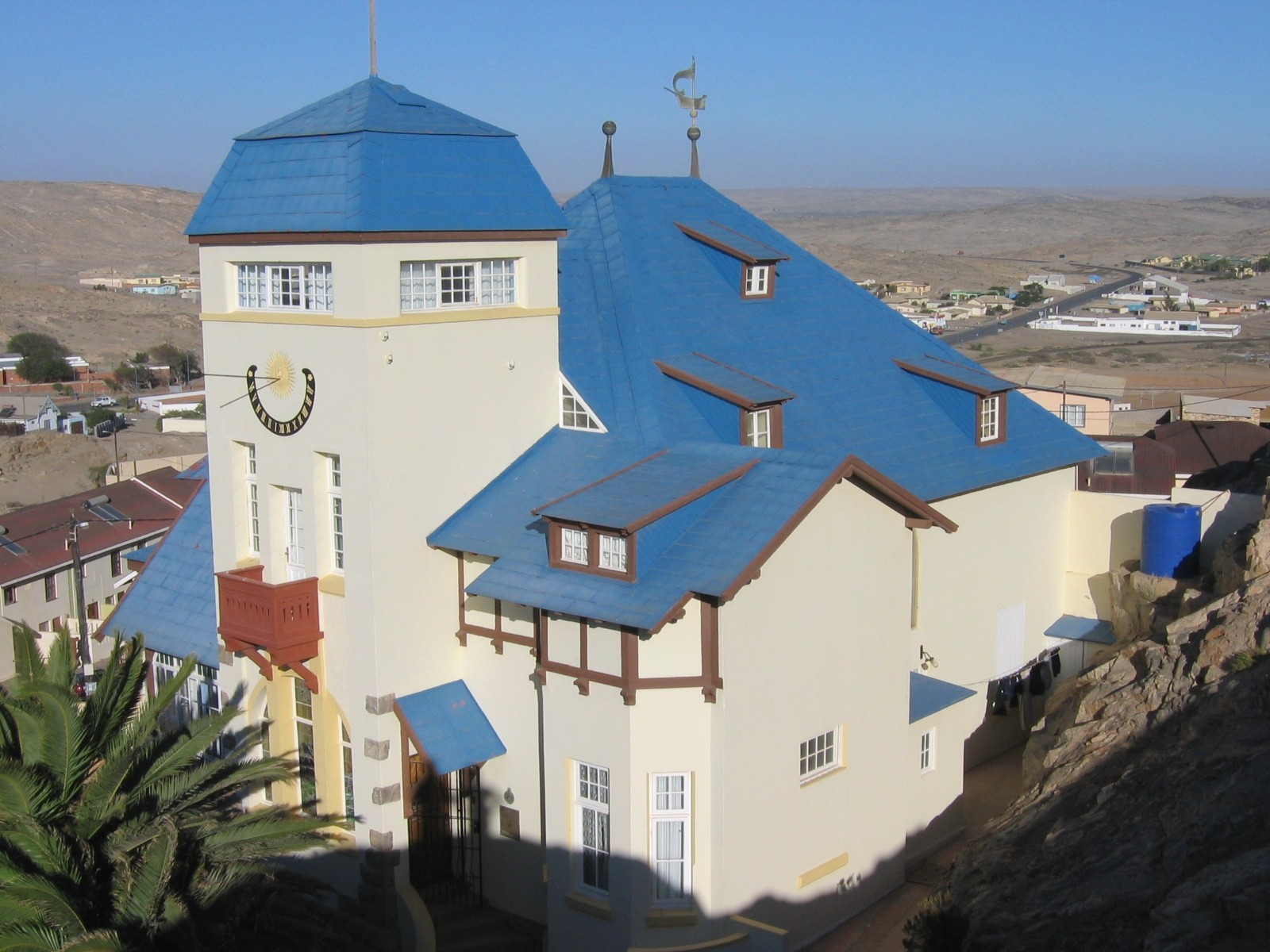
Casa Goerke
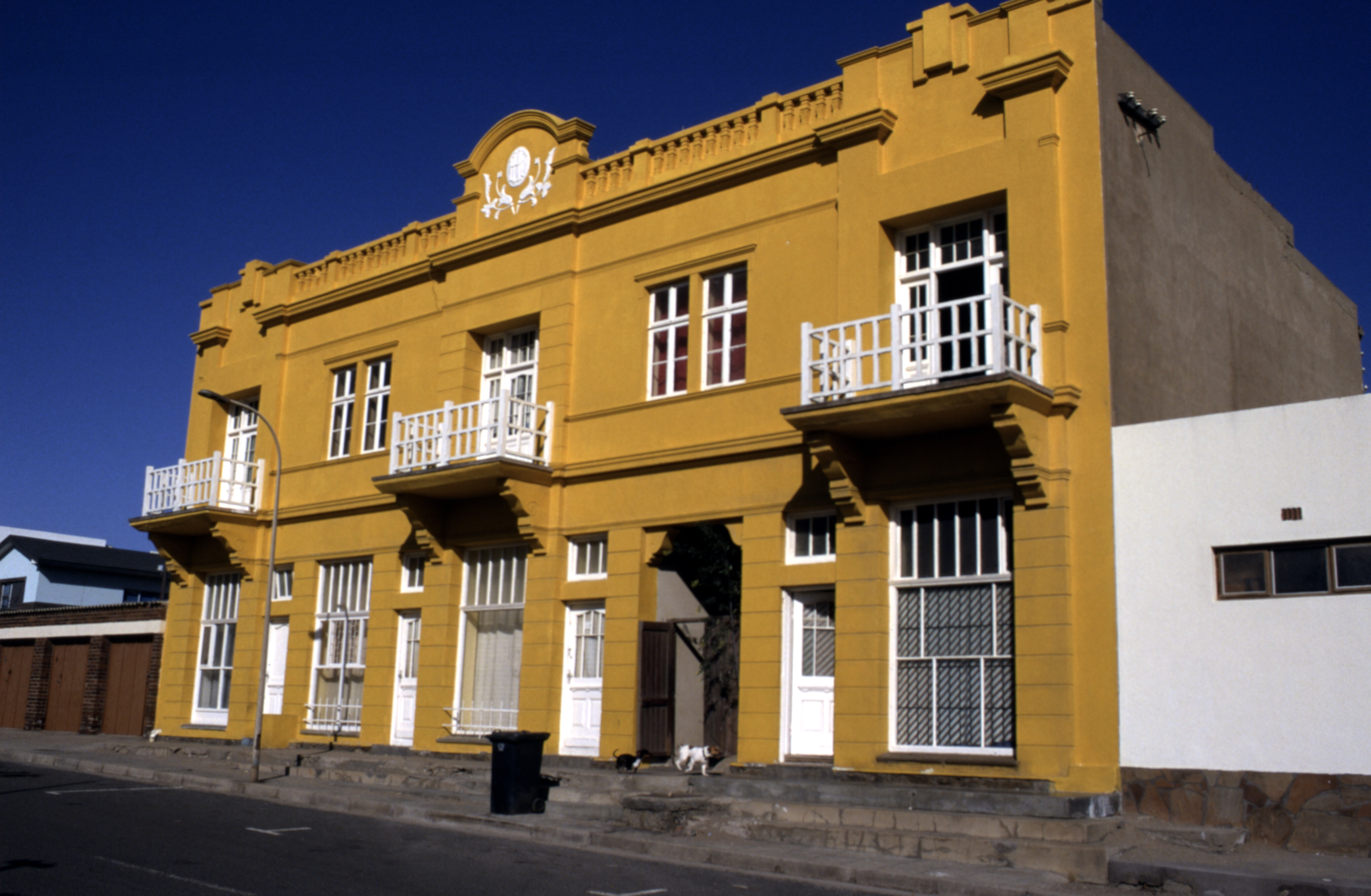
Casa Groga
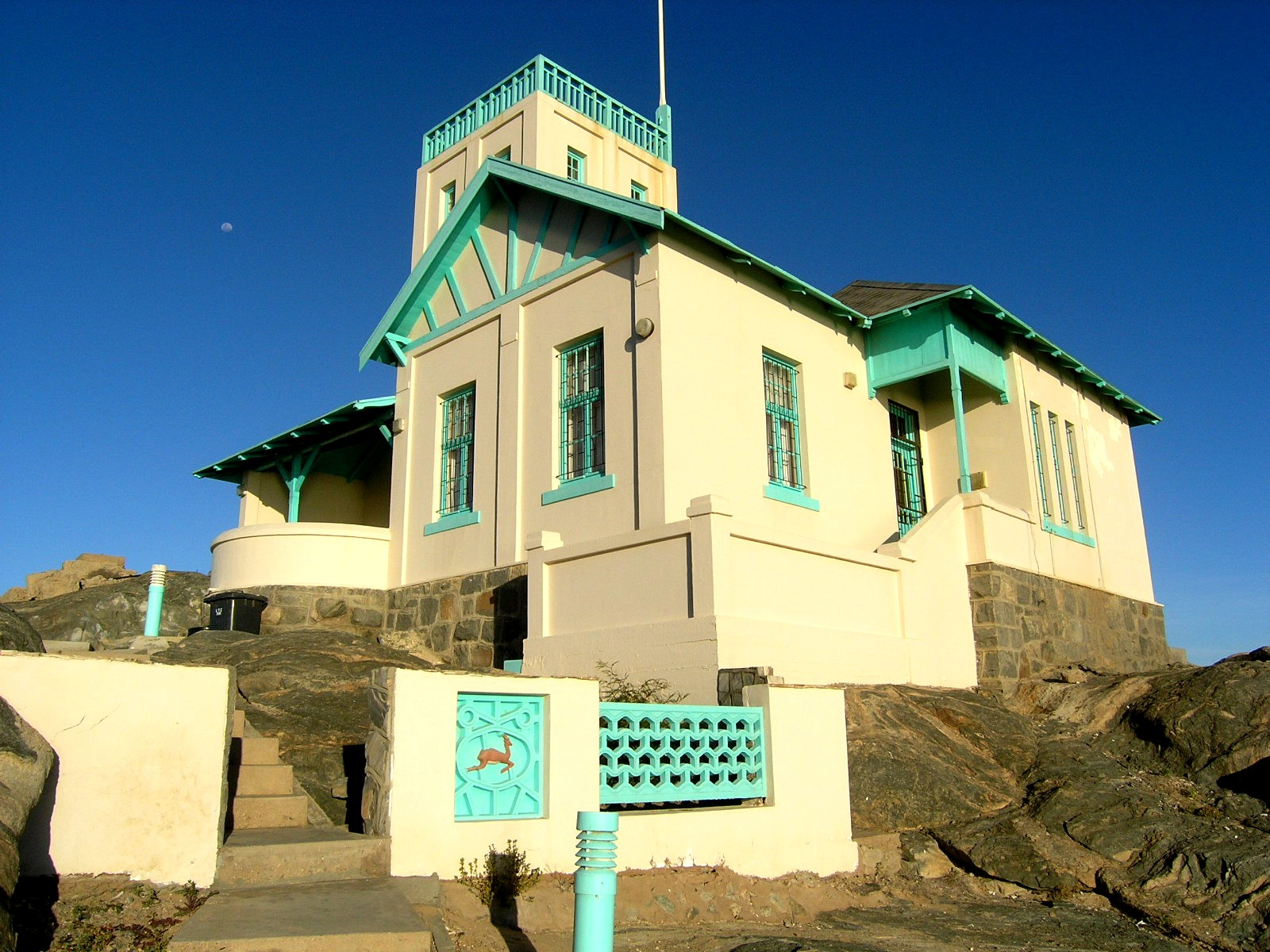
Far a l'illa Haifischinsel